# OK Computer OKNOTOK 1997 2017
OK Computer OK 1997 2017 es una reedición del álbum 1997 OK Computer por la banda británica de rock alternativo Radiohead. Fue lanzado en junio de 2017 en XL Recordings después de la adquisición de XL de Radiohead de nuevo catálogo de EMI en 2017. El álbum es remasterizado e incluye lados B lanzados en OK Computer, además de tres canciones inéditas: "I Promise", "Man of War", y "Lift". La edición especial en B incluye un libro de arte, notas y una cinta de casete de demos y grabaciones de sesión. A diferencia de las reediciones anteriores de Radiohead, lanzadas por EMI, fue la banda misma quien seleccionó el material de OK.
Radiohead promovió el lanzamiento con una campaña tipo "Campaña de intriga" con carteles y de videos en línea. 
"I Promise"  "Man of War" y "Lift" fueron lanzados como singles respaldados por videos musicales.

## Antecedentes
Radiohead lanzó OK Computer, su tercer álbum, en junio de 1997 por EMI. Se grabó en 1996 y 1997 en la Corte de St. Catherine, una mansión histórica cerca de Bath poseída por la actriz Jane Seymour. Fue el primer álbum de Radiohead producido por Nigel Godrich, que ha producido todos los álbumes de Radiohead desde entonces y se ha caracterizado como "el sexto miembro no oficial de Radiohead".
OK Computer fue el primer álbum número uno de la banda en el Reino Unido, impulsándolos al éxito comercial en todo el mundo. "Paranoid Android", "Karma Police" y "No Surprises" fueron lanzados como singles, de los cuales "Karma Police" fue el más exitoso internacionalmente. El álbum ganó el Premio Grammy al Mejor Álbum Alternativo y una nominación al Álbum del Año. OK Computer se convirtió en un elemento básico de las listas de álbumes británicas "best-of".
El contrato de seis discos de Radiohead con EMI terminó con el lanzamiento de Hail to the Thief en 2003. Sus álbumes posteriores fueron auto-lanzados digitalmente y lanzados en medios físicos por XL Recordings. EMI conservó los derechos de autor del nuevo catálogo de Radiohead grabado mientras se firmaban con la nueva productora. Después de un período de imprecisión en vinilo, EMI reeditó un doble LP de OK Computer sin la participación de Radiohead en agosto de 2008 y de nuevo en marzo de 2009 como "Collector's Edition" compilando el álbum junto a los B-sides y actuaciones en vivo. Todo el material sobre la reedición había sido lanzado previamente. La reacción de la prensa ante la reedición expresó su preocupación por el hecho de que EMI estuviera explotando el nuevo catálogo de Radiohead. El guitarrista Ed O'Brien lo criticó como el acto de una empresa "tratando de exprimir cada poco de dinero perdido, no se trata de [una] declaración artística".
En febrero de 2013, Parlophone fue adquirido por Warner Music Group (WMG). En abril de 2016, como resultado de un acuerdo con el grupo comercial Impala, WMG transfirió el catálogo de Radiohead a XL Recordings. Las "Ediciones de Coleccionista" de los álbumes de Radiohead, emitidos sin la aprobación de Radiohead, fueron eliminados de los servicios de streaming. En mayo de 2016, XL reeditó el catálogo de Radiohead en vinilo, incluyendo OK Computer.

## Contenido
La reedición incluye una versión remasterizada del álbum, más ocho B-sides y tres temas inéditos: "I Promise", "Man of War" y "Lift". La edición en CD incluye el álbum en vinilo, un libro de arte de tapa dura, un libro de notas de Yorke y un cuaderno de dibujos de Yorke y el artista de portada Stanley Donwood. 
La edición en CD también incluye una cinta de audio de demos y grabaciones de sesión, incluyendo experimentos de audio, dos canciones inéditas ("Atention" y "Are You Someone?"), Y versiones tempranas de "The National Anthem", "Motion Picture Soundtrack" lanzados años después en Kid A y "Nude" incluido en In Rainbows.
La pista final en la cinta, "OK Computer Program", comprende una "explosión misteriosa de dos minutos de chirrido, graznando tonos de computadora". Cuando los tonos se filtran a través de un filtro de paso bajo y se ejecutan a través de una consola de videojuegos ZX Spectrum, se carga un programa de computadora corto. El programa enumera a los miembros de la banda y la fecha el 19 de diciembre de 1996 antes de jugar varios minutos de "ya sea completamente aleatorio o claramente vanguardista bleeps bloopy notas musicales". El programa también contiene un mensaje secreto negro sobre negro: "Enhorabuena .... has encontrado el mensaje secreto syd vive hmmmm. Debemos salir más".

## Promoción y lanzamiento
Antes de su anuncio el 2 de mayo de 2017, Radiohead se burló de OK Computer OKNOTOK 1997 2017 con carteles en ciudades de todo el mundo con mensajes "crípticos" y los años 1997 y 2017, y un video teaser con gráficos glitchy de "Climbing Up the Walls".
Las ediciones digitales y CD de OK Computer OKNOTOK 1997 2017 fueron lanzados el 23 de junio de 2017, con la edición en caja de envío en julio. El 2 y 22 de junio respectivamente, Radiohead lanzó "I Promise" y "Man of War" como descargas para aquellos que habían pre-ordenado OKNOTOK con acompañamiento de videos musicales.
OK OKNOTOK 1997 2017 encabezó las listas del Reino Unido en la semana de lanzamiento, después de la tercera aparición titular de Radiohead en el Festival de Glastonbury. El 11 de julio, Radiohead lanzó un video "unboxing" para la edición especial de OKNOTOK. El video presenta a Chieftan Mews, un personaje creado por la banda que aparece en webcasts y material promocional, demostrando el contenido de la edición especial. El 12 de septiembre se lanzó el video para "Lift".

## Recepción
Jamie Atkins, escritor para Record Collector, elogió las nuevas canciones y la cinta adicional en la edición en caja. En particular, elogió la versión de "Motion Picture Soundtrack", escribiendo: "A estos oídos es una de las actuaciones de la carrera [de Yorke] Él comienza a sonar completamente herido hasta - como si se deleitaba en los lugares su voz es capaz de tomar la canción - termina convirtiéndose en algo bastante desafiante."

## Lista de canciones
Todas las canciones escritas y compuestas por Thom Yorke, Jonny Greenwood, Phil Selway, Ed O'Brien and Colin Greenwood. 
| N.º | Título                        | Duración |  |
| 1.  | «Airbag»                      | 4:44     |  |
| 2.  | «Paranoid Android»            | 6:23     |  |
| 3.  | «Subterranean Homesick Alien» | 4:27     |  |
| 4.  | «Exit Music (For a Film)»     | 4:24     |  |
| 5.  | «Let Down»                    | 4:59     |  |
| 6.  | «Karma Police»                | 4:21     |  |
| 7.  | «Fitter Happier»              | 1:57     |  |
| 8.  | «Electioneering»              | 3:50     |  |
| 9.  | «Climbing Up the Walls»       | 4:45     |  |
| 10. | «No Surprises»                | 3:48     |  |
| 11. | «Lucky»                       | 4:19     |  |
| 12. | «The Tourist»                 | 5:24     |  |

| Bonus disc |                                    |          |  |
| N.º        | Título                             | Duración |  |
| 1.         | «I Promise» (Previamente inédito)  | 3:59     |  |
| 2.         | «Man of War» (Previamente inédito) | 4:29     |  |
| 3.         | «Lift» (Previamente inédito)       | 4:06     |  |
| 4.         | «Lull»                             | 2:25     |  |
| 5.         | «Meeting in the Aisle»             | 3:07     |  |
| 6.         | «Melatonin»                        | 2:08     |  |
| 7.         | «A Reminder»                       | 3:52     |  |
| 8.         | «Polyethylene (Parts 1 & 2)»       | 4:22     |  |
| 9.         | «Pearly*»                          | 3:38     |  |
| 10.        | «Palo Alto»                        | 3:51     |  |
| 11.        | «How I Made My Millions»           | 3:07     |  |

| OKNOTOK White Cassette from special edition | |          |  |
| N.º                                         | Título | Duración |  |
| 1.                                          | «Cassette Side A" (38:50) - 1. "ZX Spectrum Symphony" (1:18) - 2. "AMS Hello" (0:19) - 3. "True Love Waits Tape Loop" (4:59) - 4. "Let Down (Thom 4-track)" (2:59) - 5. "I May be Paranoid but Not an Android" (0:16) - 6. "Attention (Thom 4-track)" (2:42) - 7. "Noise Sketch by Nigel Godrich" (1:15) - 8. "Climbing Up the Walls (Abbey Road Strings)" (1:15) - 9. "Someone Help This Guy" (0:30) - 10. "Motion Picture Soundtrack (Solo Piano)" (5:13) - 11. "Was That Recording?" (0:15) - 12. "The Jumbled Words of Climbing Up the Walls Read by Little Dan Clements" (1:21) - 13. "Lull (Ed's Guitar Infinite Reverb)" (1:31) - 14. "Airbag Drums Through Moog" (1:07) - 15. "Karma Police Space Echo" (1:56) - 16. "Karma Police Voice Through Telephone" (0:27) - 17. "(Talking)" (0:07) - 18. "Piano sketch by Jonny" (0:40) - 19. "Big Bird Story by Stanley Donwood" (2:04) - 20. "No Surprises (Soundcheck Demo)" (2:58) - 21. "Radio Chaser Noise" (0:24) - 22. "Fridge Buzz" (0:11) - 23. "True Love Waits Space Loop" (1:00) - 24. "(Talking)" (0:29) - 25. "Are You Someone?" (3:35)» |          |  |
| 2.                                          | «Cassette Side B" (40:52) - 1. "Nigel Godrich AMS Delay" (0:54) - 2. "Jonny's Radio from Climbing Up the Walls" (1:15) - 3. "Climbing Up the walls (Thom 4-track)" (3:58) - 4. "A Piano Lies Down in the Middle of the Road" (2:36) - 5. "Transposing Noise Sketch by Nigel Godrich" (2:07) - 6. "Paranoid Android (Johnny & Thom Demo)" (1:22) - 7. "Alternate Paranoid Android Outro (Live in Pittsburgh)" (2:21) - 8. "An Airbag Saved My Life (Demo)" (4:15) - 9. "(Talking)" (0:23) - 10. "Paranoid Android Loud Room at St Catherine's" (0:56) - 11. "Nigel Godrich AMS Paranoid Android Guitar Sample" (1:44) - 12. "Nude (Demo)" (5:31) - 13. "The National Anthem (Thom 4-track)" (3:19) - 14. "Ambient Loops" (0:45) - 15. "Man of War (Live in Montpellier)" (4:28) - 16. "Nigel Godrich AMS Delay" (0:37) - 17. "Thom's Acoustic as Microphone in Climbing Up the Walls" (2:23) - 18. "OK Computer Program" (1:57)» |          |  |

## Personal

### Radiohead
- Colin Greenwood – Bajo, sintetizador, percusiones
- Jonny Greenwood – Guitarra, teclado, piano, Mellotron, órgano
- Ed O'Brien – guitarra, FX, percusiones, coros
- Phil Selway – Batería, percusiones
- Thom Yorke – voz, guitarra, piano

### Personal adicional
- Real Philharmonic Orquesta @– cuerdas en "Man of War"
- Rachel Owen – arreglos en "How I Made My Millions"
- Chris Blair – mastering
- Stanley Donwood – ilustraciones
- Nigel Godrich – producción, ingeniería
- Nick Ingman – conducción
- Robert Ziegler – conducción en "Man of War"
- Sam Petts Davis, Fiona Cruickshank – ingeniería en "Man of War"
- Jim Warren – producción, ingeniería

## Posición en listas
| Lista (2017)                            | Posición |
| --------------------------------------- | -------- |
| Australia (ARIA)                        | 6        |
| Bélgica (Ultratop flamenca)             | 10       |
| Bélgica (Ultratop valona)               | 6        |
| Canadá (Billboard Canadian Albums)      | 10       |
| Países Bajos (Album Top 100)            | 5        |
| Finlandia (Suomen Virallinen Lista)     | 12       |
| Italia (FIMI)                           | 11       |
| Nueva Zelanda (Recorded Music NZ)       | 7        |
| Noruega (VG-lista)                      | 20       |
| Polonia (ZPAV)                          | 18       |
| Portugal (AFP)                          | 6        |
| España (PROMUSICAE)                     | 11       |
| Suiza (Schweizer Hitparade)             | 16       |
| Reino Unido (UK Albums Chart)           | 2        |
| Estados Unidos (Billboard 200)          | 36       |
| Estados Unidos (Top Alternative Albums) | 4        |
| Estados Unidos (Top Rock Albums)        | 6        |